# Wavecom
Wavecom était une entreprise française, créée en 1993 par Michel Alard, Aram Hékimian et André Jolivet et rachetée en 2009 par le groupe canadien Sierra Wireless, spécialisée dans le développement et la commercialisation de modules et de modems sans fils intégrés affectés à l'émission et à la réception de voix et de données. C'est un des leaders sur le marché des solutions de communication intégrées pour l'automobile, l'industrie (machine à machine) et les applications professionnelles mobiles. 
Elle était cotée à l'Eurolist compartiment C d'Euronext Paris. Wavecom faisait partie de l'indice CAC Small 90.